# Étienne Bacrot
Étienne Bacrot (phát âm tiếng Pháp: [etjɛn baˈkʁo]; sinh 22 tháng 1 năm 1983 ở Lille) là một đại kiện tướng và thần đồng cờ vua người Pháp.
Anh bắt đầu chơi cờ ở tuổi 4; cậu bé Bacrot khi 10 tuổi đã thắng các giải trẻ và vào năm 1996 khi mới 13 tuổi anh đã thắng cựu vô địch thế giới Vasily Smyslov. Anh trở thành một đại kiện tướng vào tháng 3 năm 1997 ở độ tuổi 14 năm, 2 tháng, kỳ thủ trẻ nhất đoạt danh hiệu này (tháng 12 năm đó, Ruslan Ponomariov đã phá vỡ kỷ lục này).
Anh đã thắng nhiều giải và có nhiều ván đấu đáng chú ý. Lần đầu tiên anh vượt ngưỡng 2700 Elo năm 2004. Vào tháng 1 năm 2005, anh đã trở thành kỳ thủ người Pháp lọt vào trong top 10. Elo cao nhất anh đạt được là 2749 vào tháng 11 năm 2013.
Bacrot đạt được 6/8 điểm trong Olympiad cờ vua thứ 37 năm 2006, với trung bình của các đối thủ là 2640, tăng 13 Elo, đạt huy chương đồng thứ ba cá nhân. Một ván thắng đáng chú ý của anh khi thắng đại kiện tướng người Mỹ Gata Kamsky.

## Kết quả thi đấu Cúp cờ vua thế giới
| Năm          | 2005 | 2007 | 2009 | Năm 2011 | 2013 | 2015 |
| ------------ | ---- | ---- | ---- | -------- | ---- | ---- |
| Cờ World Cup | SF   | 3R   | 4R   | 3R       | 2R   | A    |